# Alfredas Samerdokas
Alfredas Samerdokas (* 1958 in Skaruliai) ist ein litauischer Schachspieler. Er spielt auch Fernschach. Seit 2014 trägt Alfredas Samerdokas den Titel „Internationaler Fernschachmeister“. Er nahm an Fernschach-Weltmeisterschaften teil (WCCC 39 SF 08 39 und andere). Im Januar 2016 betrug seine Fernschach-Elo-Zahl 2428. Samerdokas arbeitet in Vilnius und ist Verkaufsleiter für Luft-Kompressor-Handel im litauischen Unternehmen UAB „Oro meistrai“.